# كأس الاتحاد الإنجليزي 1971–72
كأس الاتحاد الإنجليزي 1971–72 (بالإنجليزية: 1971–72 FA Cup)‏ هو الموسم 91 من  كأس الاتحاد الإنجليزي. الذي يشرف على تنظيمه الاتحاد الإنجليزي لكرة القدم، وفاز فيه ليدز يونايتد.